# جرج وینوویچ
جرج ویکتور وینوویچ (به انگلیسی: George Victor Voinovich) سناتور سابق عضو حزب جمهوری‌خواه ایالات متحده آمریکا بود. وی در سال ۱۹۹۹ تا ۲۰۱۱ میلادی سناتور ایالت اوهایو در سنای ایالات متحده آمریکا بود.